# Miniature de Kholoui

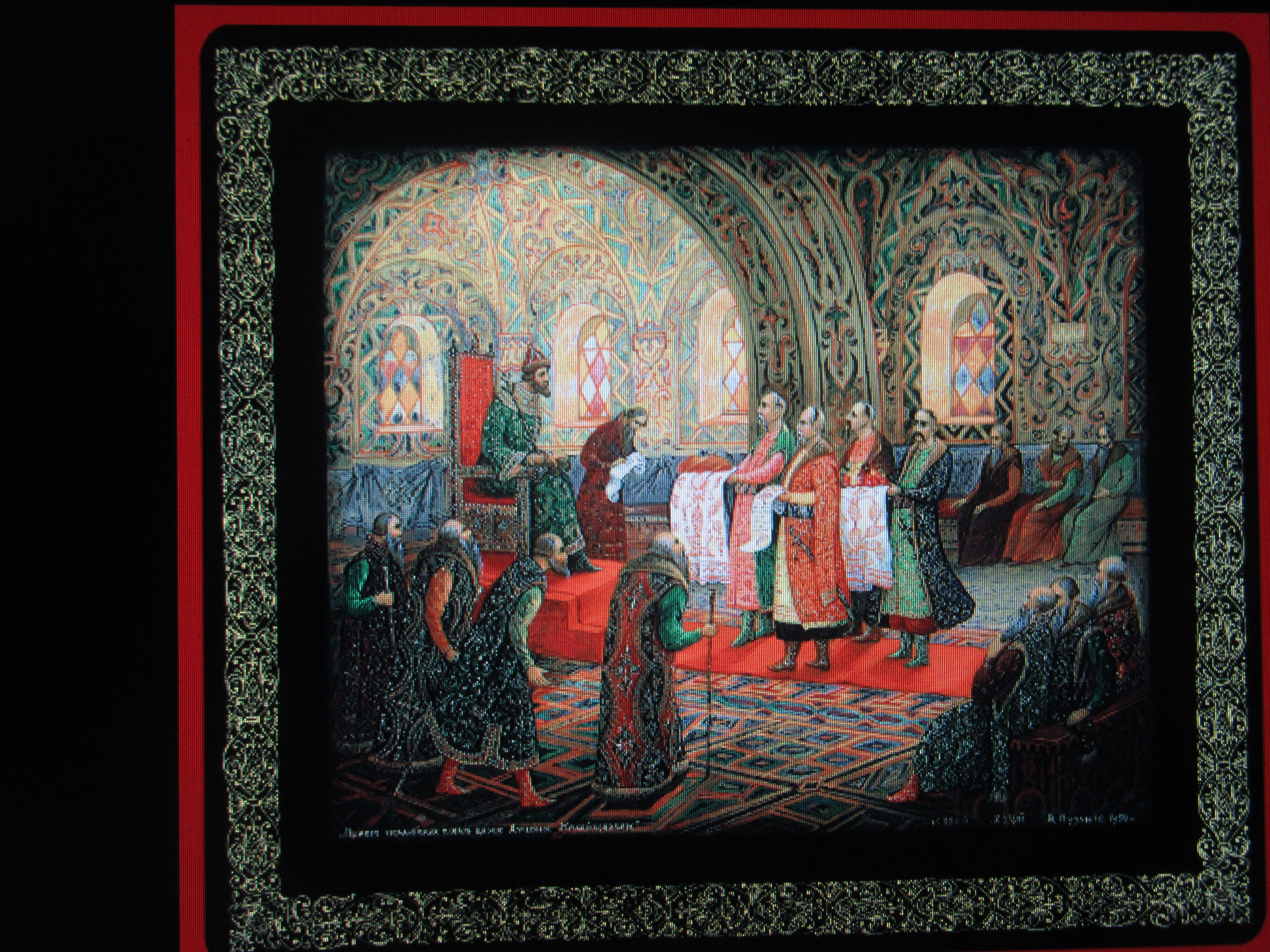
Miniature de Kholoui par Vassili Pouzanov-Moliov

La miniature de Kholoui (en russe : Холуйская миниатюра) est un artisanat populaire, produit dans le village de Kholoui, Oblast d'Ivanovo, réalisé à la laque à tempera sur un support de papier mâché. Ce sont le plus souvent des coffrets de forme carrée ou ronde servant à contenir des bijoux, des aiguilles, etc. qui sont décorés de ces miniatures.

## Origine
Au début, les habitants de la sloboda de Kholoui (comme dans les villages voisins la Miniature de Palekh et la miniature laquée de Mstiora) peignaient des icônes principalement pour le monastère de la Laure de la Trinité-Saint-Serge, mais également des icônes à bon marché pour les habitants des environs.
Ce qui caractérise la production de miniatures de Kholoui des autres productions similaires, dès l'origine, est qu'elle s'est inspirée des conseils de critiques d'art populaires tels que Anatoli Bakouchinski, et que pour réaliser des économies de moyens elle s'est tournée vers l'utilisation de feuilles de carton, peintes de couleur noir et recouvertes de laque.

## Développement

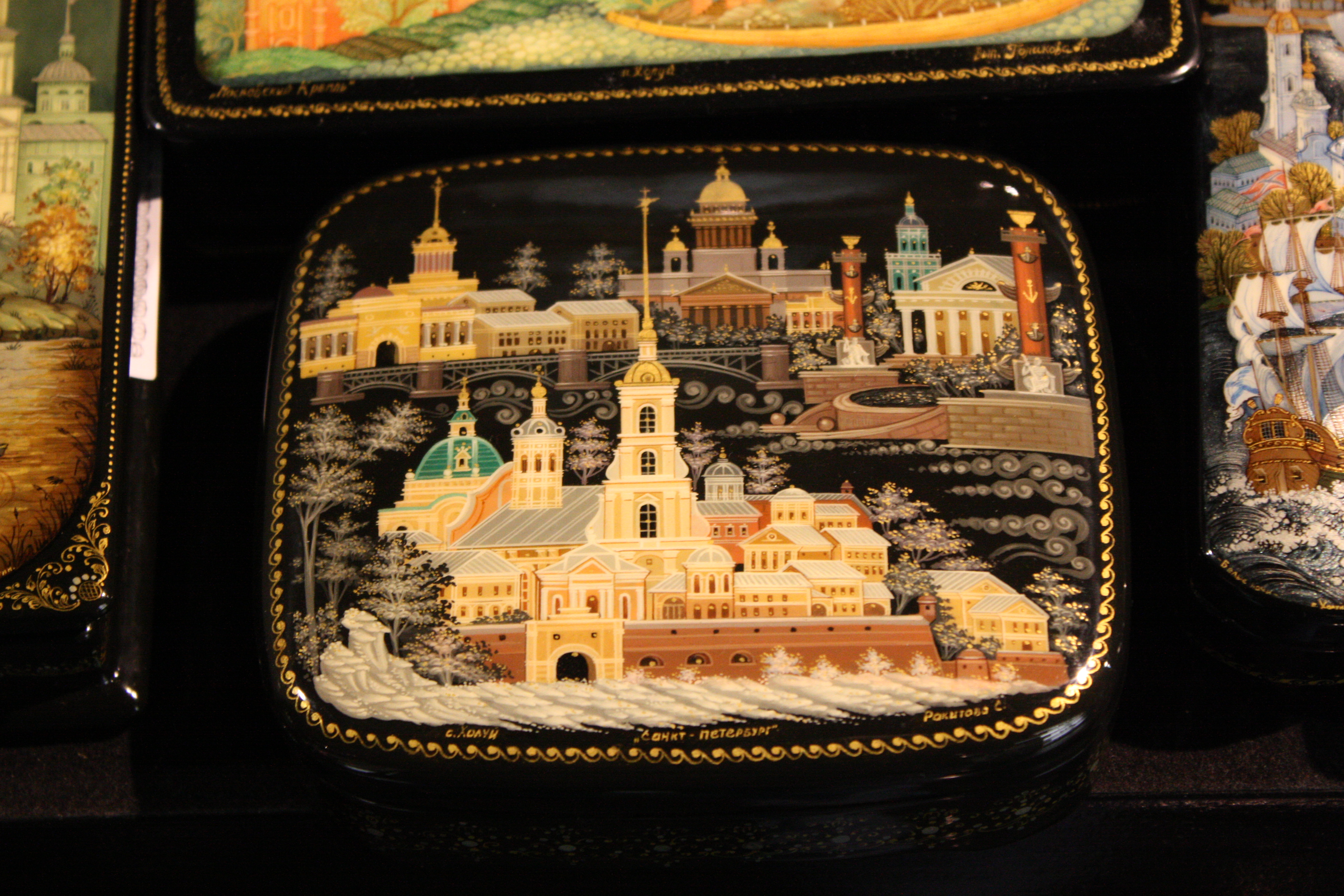
miniature de Kholoui

En 1934, est créé à Kholoui un artel de peintres de miniature laquée. À Paris, à l'Exposition universelle de 1937, ils reçoivent une médaille de bronze pour leurs travaux,. Plus tard, l'art des maîtres de Kholoui commence à se distinguer plus clairement des productions de miniatures laquées de Mstiora, de Palekh de Fédoskino (oblast de Moscou ). Leur principale différence est l'utilisation de tons bleu-vert et orange-brun.
La production de miniature  laquée de Kholoui est demandée dans des pays comme l'Angleterre, l'Italie, le Canada, l'Espagne  et les États-Unis.